# 알레샤 딕슨
알레샤 딕슨(Alesha Dixon, 1978년 10월 7일 ~ )은 잉글랜드의 가수이다.

## 디스코그래피
- 2006: Fired Up
- 2008: The Alesha Show
- 2010: The Entertainer
- 2012: TBA